# NGC 6757
NGC 6757 (другие обозначения — PGC 62752, UGC 11401, MCG 9-31-19, ZWG 280.13) — галактика в созвездии Дракон.
Этот объект входит в число перечисленных в оригинальной редакции «Нового общего каталога».